# First Aid Kit
First Aid Kit je švédské folkové duo skládající se ze sester Johanny a Klary Söderbergových.

## Členové skupiny

### Současní členové
- Johanna Söderberg (zpěv, klávesy, kytara, autoharfa; od r. 2007)
- Klara Söderberg (zpěv, kytara; od r. 2007)
- Melvin Duffy (pedálová steel kytara; od r. 2013)
- Scott Simpson (bicí; od r. 2015)
- Steve Moore (klávesy, pozoun; od r. 2017)

### Předchozí členové
- Mattias Bergqvist (bicí; 2009–2012)
- Niclas Lindström (bicí; 2012–2014)

## Diskografie

### Alba
- Drunken Trees, 2008
- The Big Black & The Blue, 2010
- The Lion's Roar, 2012
- Stay Gold, 2014
- Ruins, 2018